# Duncan Keith
Duncan Keith (* 16. Juli 1983 in Winnipeg, Manitoba) ist ein ehemaliger kanadischer Eishockeyspieler, der im Verlauf seiner aktiven Karriere zwischen 2001 und 2022 unter anderem 1.407 Spiele in der National Hockey League (NHL) bestritten hat. Der Verteidiger verbrachte davon insgesamt 16 Jahre bei den Chicago Blackhawks, mit denen er in den Jahren 2010, 2013 und 2015 den Stanley Cup gewann und dabei 2015 mit der Conn Smythe Trophy  als wertvollster Spieler der Playoffs ausgezeichnet wurde. Er galt als eine der Schlüsselfiguren in Chicago sowie als einer der besten Abwehrspieler seiner Generation, so wurde er bereits zweimal mit der James Norris Memorial Trophy als bester Verteidiger der Liga geehrt. Mit der kanadischen Nationalmannschaft gewann Keith jeweils die Goldmedaille bei den Olympischen Winterspielen 2010 und 2014. Seit 2025 ist er Mitglied der Hockey Hall of Fame.

## Karriere

### Anfänge im Junioren- und Collegebereich (1999–2003)
Keith erlernte das Eishockey durch seinen Vater, der ihn auch trainierte. Nachdem seine Familie von seiner Geburtsstadt Winnipeg zunächst nach Fort Frances in der Provinz Ontario und dann nach Penticton in British Columbia umgezogen war, spielte er dort im Alter von 16 Jahren zwei Jahre von 1999 bis 2001 für die Penticton Panthers in der British Columbia Hockey League. In seinem letzten Jahr dort wurde er als bester Verteidiger der Liga ausgezeichnet und ins First All-Star Team der Liga berufen. Im Sommer 2001 schloss der Kanadier sich der Universitätsmannschaft der Michigan State University an. Nach der ersten Spielzeit wurde der junge Verteidiger im NHL Entry Draft 2002 in der zweiten Runde an 54. Stelle von den Chicago Blackhawks ausgewählt. Jedoch wechselte er nicht auf Anhieb in die Organisation der Blackhawks, sondern verblieb noch ein weiteres Jahr im Juniorenbereich. Bis zum Ende des Jahres 2002 spielte er an der Michigan State, ehe er am 27. Dezember 2002 einen Vertrag bei den Kelowna Rockets aus der Western Hockey League unterzeichnete und somit nach British Columbia zurückkehrte.

### NHL (2003–2022)

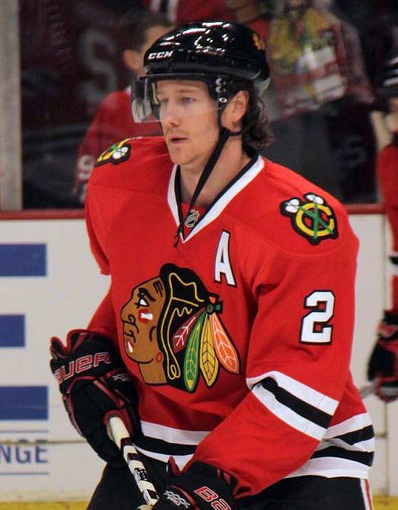
Keith im Trikot der Blackhawks (2011)

Im Sommer 2003 unterschrieb Keith schließlich einen Vertrag bei den Chicago Blackhawks, verbrachte die Spielzeiten 2003/04 und 2004/05 jedoch zunächst bei den Norfolk Admirals, dem damaligen AHL-Farmteam der Blackhawks. Zur Saison 2005/06 konnte er sich im saisonvorbereitenden Trainingscamp einen Platz im Stammkader des NHL-Teams erarbeiten und debütierte im Oktober 2005 beim Spiel gegen die Anaheim Ducks in der höchsten Spielklasse Nordamerikas. In seiner ersten vollständigen Saison mit den Blackhawks konnte sich der Linksschütze auf Anhieb etablieren und erhielt durchschnittlich 23 Minuten Eiszeit pro Partie, sodass sein Vertrag im Sommer 2006 um vier Jahre verlängert wurde. In der Saison 2007/08 wurde Keith aufgrund der Verletzungssituation in der Hintermannschaft der Blackhawks eine noch größere Rolle zuteil und er bildete zusammen mit Brent Seabrook die erste Verteidigerpaarung. Seine Leistungen brachten ihm eine Nominierung zum All-Star Game 2008 ein und er beendete die Hauptrunde mit 32 Scorerpunkten sowie einer hervorragenden Plus/Minus-Statistik von +30. In der Saison 2008/09 konnte der Kanadier in seiner neuen Funktion als Assistenzkapitän der Mannschaft seine Offensivleistungen weiter steigern und markierte insgesamt 44 Scorerpunkte in 77 gespielten Partien.
Nachdem sich Keith mit seinen Leistungen bei den Blackhawks etabliert hatte und in der Saison 2009/10 auch sein Offensivpotenzial vermehrt auf dem Eis zeigen konnte, wurde sein Vertrag im Dezember 2009 um 13 Jahre bei einem kolportierten Gesamtgehalt von 72 Millionen US-Dollar verlängert, was den bis dahin teuersten Spielerkontrakt in der Geschichte der Franchise darstellen sollte. Am Ende der Spielzeit belegte er mit 14 Treffern sowie 55 Torvorlagen den zweiten Rang in der Kategorie der offensivstärksten Verteidiger der Liga und musste sich lediglich Mike Green von den Washington Capitals geschlagen geben. In Spiel 4 des Western Conference Finales gegen die San Jose Sharks verlor Keith nach einem Pucktreffer sieben Zähne, setzte das Spiel jedoch nach einigen Minuten ärztlicher Behandlung fort. Mit insgesamt 17 Scorerpunkten in 22 Play-off-Partien hatte er maßgeblichen Anteil am anschließenden Stanley-Cup-Gewinn seiner Mannschaft, nachdem man im Finale die Philadelphia Flyers in sechs Spielen besiegen konnte. Keith wurde im Anschluss mit der James Norris Memorial Trophy als bester Verteidiger der abgelaufenen NHL-Spielzeit ausgezeichnet.
Anschließend folgten zwei schwächere Jahre im Trikot der Blackhawks, auch bedingt durch die mäßige Gesamtleistung der Mannschaft, die in den Spielzeiten 2010/11 und 2011/12 jeweils in der ersten Runde der Play-offs scheiterte. In der durch den Lockout verkürzten Saison 2012/13 markierte Keith 27 Scorerpunkte in 47 Partien und war anschließend mit weiteren 13 Scorerpunkten in den Play-offs der zweitbeste Scorer seines Teams beim erneuten Stanley-Cup-Sieg, welchen man im Finale nach sechs Partien gegen die Boston Bruins gewann. Im folgenden Jahr konnte Keith erneut mit herausragendem Defensivspiel sowie starken Offensivstatistiken überzeugen und gewann ein weiteres Mal die Norris Trophy als bester Verteidiger der NHL. Die Finalniederlage der Blackhawks gegen die Los Angeles Kings konnte der Kanadier trotz 11 Scorerpunkten in 19 Spielen nicht verhindern. Sowohl Keith als auch die Mannschaft bestätigten ihre Leistungen in der Saison 2014/15, wo man erneut in das Finale der Play-offs einzog und dabei in der Serie gegen die Tampa Bay Lightning den dritten Stanley Cup in fünf Jahren gewann, wobei Keith sowohl defensiv als auch offensiv abermals eine tragende Rolle spielte und im Anschluss als erster Verteidiger seit 2007 mit der Conn Smythe Trophy als wertvollster Spieler der Playoffs ausgezeichnet wurde. Zu Beginn der Spielzeit 2018/19 bestritt Keith sein 1000. Spiel der regulären Saison in der NHL.
Im Juli 2021 wurde Keith samt Tim Söderlund im Tausch für Caleb Jones sowie ein konditionales Drittrunden-Wahlrecht im NHL Entry Draft 2022 an die Edmonton Oilers abgegeben. Er verließ Chicago somit nach 16 Spielzeiten sowie 1.192 bestrittenen Partien, wobei in der Franchise-Geschichte zu diesem Zeitpunkt nur Stan Mikita auf mehr Einsätze (1396) zurückblicken konnte. Bei den Oilers beendete der Verteidiger nach der Saison 2021/22 seine aktive Laufbahn wenige Tage vor seinem 39. Geburtstag.

### International

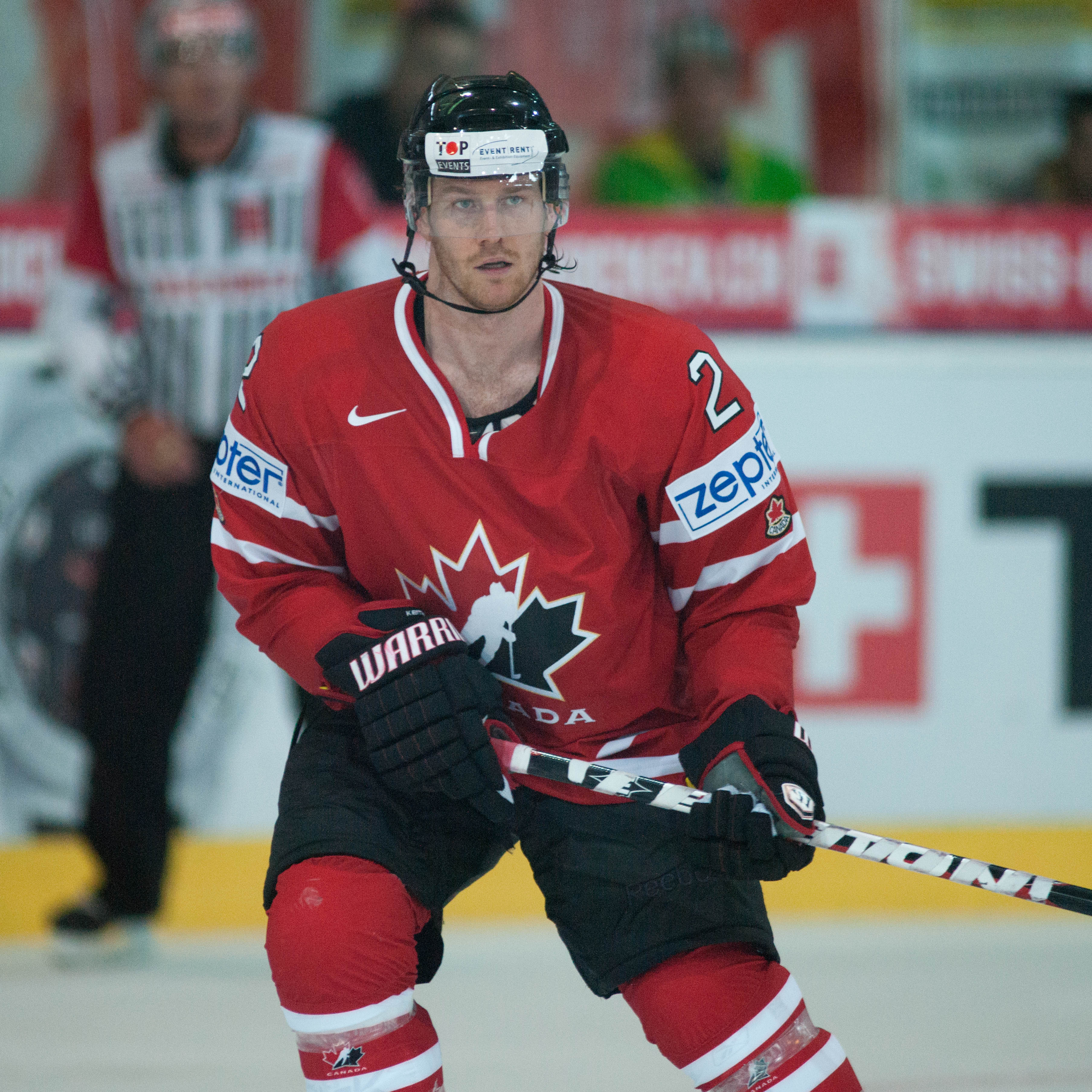
Keith im Trikot der Nationalmannschaft (2012)

Keith spielte erstmals bei der Weltmeisterschaft 2008 für sein Heimatland. Dort errang er nach einer Finalniederlage gegen Russland die Silbermedaille. Ebenso stand er bei den Olympischen Winterspielen 2010 in Vancouver im Kader und war beim Gewinn der Goldmedaille der Spieler mit der meisten Eiszeit innerhalb seiner Mannschaft. Auch bei den Olympischen Spielen 2014 in Sotschi wurde er mit der kanadischen Nationalmannschaft Olympiasieger. Zudem wurde er für die kanadische Auswahl beim World Cup of Hockey 2016 nominiert, sagte jedoch verletzungsbedingt ab.
Im Jahre 2025 wurde Keith in die Hockey Hall of Fame gewählt.

## Erfolge und Auszeichnungen
| - 2001 BCHL First All-Star Team - 2001 BCHL Top Defenseman - 2003 President’s-Cup-Gewinn mit den Kelowna Rockets - 2008 Teilnahme am NHL All-Star Game - 2010 Stanley-Cup-Gewinn mit den Chicago Blackhawks - 2010 James Norris Memorial Trophy - 2010 NHL First All-Star Team - 2011 Teilnahme am NHL All-Star Game | - 2013 Stanley-Cup-Gewinn mit den Chicago Blackhawks - 2014 James Norris Memorial Trophy - 2014 NHL First All-Star Team - 2015 Teilnahme am NHL All-Star Game - 2015 Stanley-Cup-Gewinn mit den Chicago Blackhawks - 2015 Conn Smythe Trophy - 2017 Teilnahme am NHL All-Star Game - 2017 NHL Second All-Star Team |

### International
- 2008 Silbermedaille bei der Weltmeisterschaft
- 2010 Goldmedaille bei den Olympischen Winterspielen
- 2014 Goldmedaille bei den Olympischen Winterspielen
- 2025 Aufnahme in die Hockey Hall of Fame

## Karrierestatistik

### International
Vertrat Kanada bei:
- Weltmeisterschaft 2008
- Olympische Winterspiele 2010
- Weltmeisterschaft 2012
- Olympische Winterspiele 2014

(Legende zur Spielerstatistik: Sp oder GP = absolvierte Spiele; T oder G = erzielte Tore; V oder A = erzielte Assists; Pkt oder Pts = erzielte Scorerpunkte; SM oder PIM = erhaltene Strafminuten; +/− = Plus/Minus-Bilanz; PP = erzielte Überzahltore; SH = erzielte Unterzahltore; GW = erzielte Siegtore; 1 Play-downs/Relegation; Kursiv: Statistik nicht vollständig)